# Stumpffia grandis
Stumpffia grandis är en groddjursart som beskrevs av Jean Guibé 1974. Stumpffia grandis ingår i släktet Stumpffia och familjen Microhylidae. IUCN kategoriserar arten globalt som otillräckligt studerad. Inga underarter finns listade i Catalogue of Life.